# The Marrow of a Bone
THE MARROW OF A BONE är det japanska rockbandet Dir en greys sjätte fullängdsalbum från 2007. Låtarna är tyngre och skivan skiljer sig markant från deras äldre material.

## Låtlista
1. "Conceived Sorrow" – 4:49
2. "Lie Buried with a Vengeance" – 2:43
3. "The Fatal Believer" – 3:10
4. "Agitated Screams of Maggots" – 2:56
5. "Grief" – 3:37
6. "Ryoujoku no Ame" (凌辱の雨?) – 4:02
7. "Disabled Complexes" – 3:56
8. "Rotting Root" – 4:45
9. "Namamekashiki Ansoku, Tamerai ni Hohoemi" (艶かしき安息、躊躇いに微笑み) – 4:37
10. "The Pledge" – 3:55
11. "Repetition of Hatred" – 4:32
12. "The Deeper Vileness" – 3:46
13. "Clever Sleazoid" – 3:12

### CD 2 (begränsad utgåva)
1. "Namamekashiki Ansoku, Tamerai ni Hohoemi" (艶かしき安息、躊躇いに微笑み) – 4:29
2. "Conceived Sorrow" – 4:59
3. "The Pledge" – 3:51